# Fred Savage
Frederick Aaron Savage (ur. 9 lipca 1976 w Chicago) – amerykański aktor, producent i reżyser filmowy i telewizyjny. Rozpoznawalność zapewniła mu rola Kevina Arnolda w serialu telewizyjnym Cudowne lata (1988–1993).

## Wczesne lata
Urodził się w Chicago w Illinois jako syn Joanne i Lewisa Savage. Jego ojciec był brokerem i konsultantem, młodszy brat Bennett Joseph (ur. 13 września 1980) został też aktorem, a siostra Kala Lynne  (ur. 16 października 1978) śpiewaczką i aktorką. Jego dziadkowie byli żydowskimi emigrantami z Polski, Ukrainy, Niemiec i Łotwy. Uczył się w Brentwood School, prywatnej szkole koedukacyjnej w Brentwood, w dzielnicy Los Angeles Westside w Kalifornii. W 1999 ukończył studia na Uniwersytecie Stanforda, uzyskując tytuł licencjata z języka angielskiego i jako członek Sigma Alpha Epsilon.

## Kariera
Mając 6 lat występował w reklamach radiowych i telewizyjnych, w tym w reklamie witamin Pac-Man. W wieku dziewięciu lat zadebiutował na ekranie jako Alan Bishop w serialu CBS Morningstar/Eveningstar (1986) z Kate Reid i w roli Louisa Michaelsona w melodramacie fantasy Nicka Castle’a O chłopcu, który umiał latać (The Boy Who Could Fly, 1986), za którą został uhonorowany Young Artist Award. Po gościnnych występach w serialach Strefa mroku (The Twilight Zone, 1986) i Crime Story (1986) jako syn szefa mafii Raya Luki (Anthony John Denison), wystąpił w roli Matthew Nickersona, syna tytułowej bohaterki w telewizyjnym dramacie NBC Skazana: Opowieść matki (Convicted: A Mother's Story, 1987). W przygodowym filmie familijnym Narzeczona dla księcia (The Princess Bride, 1987) zagrał postać wnuka. Za rolę ojca Marshalla Seymoura i jego syna Charliego, którzy zamieniają się ciałami w komedii fantasy Vice Versa (1988) z Judge’em Reinholdem zdobył Nagrodę Saturna w kategorii najlepszy młody aktor.
Popularność zyskał dzięki roli Kevina Arnolda w serialu ABC Cudowne lata (1988–1993), za którą w 1989 otrzymał Young Artist Award i był nominowany do Emmy (1989, 1990), Złotego Globu (1990, 1991) i People’s Choice Award (1990, 1991).

## Życie prywatne
7 sierpnia 2004 poślubił przyjaciółkę z dzieciństwa Jennifer Lynn Stone. Mają trójkę dzieci, dwóch synów – Olivera Philipa (ur. 5 sierpnia 2006) i Auggie oraz córkę Lily (ur. 3 maja 2008).

## Filmografia
- Ucieczka nawigatora (1986)
- O chłopcu, który umiał latać (1986)
- Dinosaurs! – A Fun-Filled Trip Back in Time! (1987)
- Narzeczona dla księcia (1987)
- Vice Versa (1988)
- Czarodziej (1989)
- Małe potwory (1989)
- Dopóki o mnie pamiętacie (1990)
- No One Would Tell (1996)
- A Guy Walks Into a Bar (1997)
- The Jungle Book: Mowgli’s Story (1998)
- Żyć szybko, umierać młodo (2002)
- Austin Powers i Złoty Członek (2002)
- Ostatni podryw (2004)
- Witamy w Mooseport (2004)
- Był sobie Deadpool (Once Upon a Deadpool, 2018)

## Seriale telewizyjne
- Morningstar/Eveningstar (1986–1987)
- Convicted: A Mother’s Story (1987)
- Runaway Ralph (1988)
- Run Till You Fall (1988)
- Cudowne lata (1988–1993)
- When You Remember Me (1990)
- Christmas on Division Street (1991)
- Seinfeld („The Trip”) (1992)
- No One Would Tell (1996)
- How Do You Spell God? (1996)
- Working (1997)
- Area 52 (2001)
- Oswald (2001)
- Crumbs (2006)
- Holidaze: The Christmas that Almost Didn't Happen (2006)
- It's Always Sunny in Philadelphia (2007)
- Single White Millionaire (2008)
- Family Guy (2009)

## Producent / reżyser
- Boy Meets World (1999–2000) 2 odc.
- All About Us (2001) 2 odc.
- Even Stevens (2001–2002) 2 odc.
- Drake & Josh (2004) 1 odc.
- Zoey 101 (2005) 2 odc.
- What I Like About You (2005) 1 odc.
- That's So Raven (2003–2005) 2 odc.
- Stephen’s Life (2005)
- Unfabulous (2004–2005) 5 odc.
- Phil of the Future (2004–2006) 9 odc.
- Kill grill (Kitchen Confidential) (2006) 1 odc.
- Cavemen (2007) 1 odc.
- Hannah Montana (2006–2007) 2 odc.
- Ned's Declassified School Survival Guide (2004–2007) 6 odc.
- Daddy Day Camp (2007)
- Aliens in America (2007–2008) 4 odc.
- Wizards of Waverly Place (2007–2008) 3 odc.
- Ugly Betty (2008) 1 odc.
- It's Always Sunny in Philadelphia (2007–2008) 12 odc.
- Worst Week (2008) 1 odc.
- Party Down (2009) 5 odc.
- Ruby & The Rockits (2009) 1 odc.